# Вяземская операция
Вя́земская опера́ция (2—13 октября 1941 года) — оборонительная операция Западного (командующий — Иван Конев, с 10 октября — Георгий Жуков) и Резервного (командующий — Семён Будённый, с 8 октября — Георгий Жуков) фронтов в Великой Отечественной войне, проведённая в начальный период битвы под Москвой.
Операция проводилась одновременно с Орловско-Брянской операцией в качестве общего противодействия начавшемуся наступлению немецких войск на Москву в рамках операции «Тайфун». Закончилась катастрофическим поражением Красной Армии. Перед Москвой не осталось войск, а в самой столице началась массовая паника, продолжавшаяся несколько дней.
Силам немецкой группы армий «Центр» удалось прорвать оборону советских войск и окружить западнее Вязьмы четыре армии в составе тридцати семи стрелковых дивизий, девяти танковых бригад, тридцати одного артиллерийского полка РГК.
Потери убитыми и ранеными Красной Армии превысили 380 тысяч человек; в плен попало свыше 600 тысяч человек. Всего безвозвратные потери составили более 1 млн человек. Дорога на Москву была открыта.
Советское командование приняло экстренные меры по укреплению Можайской линии обороны и восстановлению нарушенного фронта, бросив против немецких танковых дивизий плохо вооружённых ополченцев и курсантов военных училищ.

## Обстановка на западном направлении
Проведя во второй половине сентября 1941 года крупную перегруппировку войск, немецкое командование сосредоточило на западном направлении основные силы.
Они рассчитывали разгромить наиболее сильную группировку советских войск — и тем самым достичь целей осенней кампании и благоприятного исхода войны в целом.
Наступательная операция на московском направлении получила условное наименование «Тайфун».
Планировали силами группы армий «Центр» нанести удары по трём направлениям, расчленить фронт обороны советских войск, окружить и уничтожить войска Западного и Брянского фронтов в районах Вязьмы и Брянска, не допустив их отхода к Москве. Затем разгромить обороняющиеся на ближних подступах к городу советские войска и овладеть столицей СССР.
Советские войска планировали ведение обороны почти по всему фронту. 10 сентября Ставка приказала Западному фронту перейти к обороне, «закопаться в землю» и выделить 6—7 дивизий, чтобы создать мощную маневренную группировку.
Замнач Генштаба Василевский предупреждал 18 сентября, что немцы готовят удар на ярцевском и ельнинском направлениях.
27 сентября директивой Ставки войскам Западного фронта предписали перейти к жёсткой обороне, разрешались только разведка и частные наступательные операции.

## Планы сторон
Командование Западным фронтом ожидало наступление противника вдоль дороги Смоленск-Вязьма-Москва — по кратчайшему пути к столице, по отличной магистрали.
Здесь и сосредоточили основные силы — на стыке 16-й армии под командованием К. Рокоссовского (самой сильной и профессиональной на то время) и 19-й армий. К тому же 16-я и 19-я армии обороняли узкие рубежи (по 25—35 км, а не 100 км, как соседи), при этом будучи отлично укомплектованы вооружением.
Но другие опасные направления так хорошо прикрыть не было возможности. Так, 30-я армия Хоменко (где ударила 3-я немецкая танковая группа) прикрывала фронт в 50 км, на всю линию обороны было 157 орудий калибром 76-мм и выше, всего одна батарея 45-мм пушек, 24 единицы — 85-мм зенитки. У армии не было танков.
Однако противник отказался от привычки наступать вдоль крупных магистралей (как двигался ранее с 22 июня) и нанёс удары севернее и южнее. Немцы полагались на хорошую погоду и рассчитывали, что смогут двигаться и по просёлочным дорогам.
Кроме того, из-под Ленинграда спешно и тайно перебросили 4-ю танковую группу Гепнера. Она вступала в бой с колёс, стремительно, не дожидаясь артиллерии.
Немцы предполагали нанести сильные удары от Духовщины и Рославля на Вязьму — прорвать оборону советских войск, окружить и уничтожить их у Вязьмы, затем развить наступление на Москву.
Они задействовали основные силы группы армий «Центр».
9-я армия и 3-я танковая группа, сосредоточенные у Духовщины, имели задачу выйти на рубеж Вязьма — Ржев, охватывая Вязьму с севера и востока.
С юга Вязьму охватывали 4-я армия с 4-й танковой группой, сосредоточенные в районе Рославля, имели задачу наступать вдоль Варшавского шоссе, выйти к Спас-Деменску, повернуть на север к Вязьме и окружить основные силы Западного фронта.
К началу операции противник произвел перегруппировку и создал численное превосходство на избранных направлениях, в том числе на направлении Духовщины:
в людях — в 3 раза, в танках — в 1,7, в орудиях и миномётах — в 3,8 раза.
На Рославльском направлении: в людях — в 3,2 раза, в танках — в 8,5 раза, в орудиях и миномётах — в 8,5 раза.

## Состав и оперативное построение сторон

### СССР
Западный фронт под командованием Ивана Конева занимал рубеж протяжённостью до 340 км.
И к 1 октября 1941 года имел в своем составе шесть армий:
22-я Юшкевича (осташковское направление)
29-я Масленникова (направление на Ржев)
30-я Хоменко и 19-я Лукина (сычевское направление)
16-я Рокоссовского и 20-я Ершакова (Вязьма)
Всего 30 стрелковых дивизий, 1 стрелковая бригада, 3 кавдивизии, 28 артполков, 2 мотострелковые дивизии, четыре укрепрайона, пять танковых (126-я, 127-я, 128-я, 143-я и 147-я) и одна механизированная бригада.
Итого: 320 тысяч человек, 2253 орудия, 733 миномёта и 272 самолёта. Танков у фронта было 475 (из них новых Т-34 — 51, КВ — 19 единиц).
Войска ЗФ располагались восточнее Андреаполя, восточнее Ярцева, западнее Ельни, имея построение в один эшелон.
Во фронтовом резерве находились две кавалерийские дивизии, одна мотострелковая дивизия (101-я) и четыре танковые бригады (126-я, 128-я, 143-я и 147-я), ряд других частей. Оперативная плотность войск первого эшелона Западного фронта составляла: на одну дивизию — 15 км; на 1 км фронта: танков — 1,6, орудий и миномётов — 7,5, орудий противотанковой обороны — 1,5.
Резервный фронт располагался в тылу Западного фронта и частично на его левом фланге. Он состоял из шести армий:
24-я Ракутина и 43-я Собенникова в первом эшелоне прикрывали ельнинское и юхновское направления на 100 км фронта.
31-я Далматова, 32-я Вишневского 33-я Онуприенко и 49-я Захаркина стояли во втором эшелоне на ржевско-вяземском оборонительном рубеже позади Западного фронта.
Итого: 16 стрелковых и 12 дивизий народного ополчения, четыре танковые дивизии, две кавдивизии, один укрепрайон, одна танковая бригада. Оперативное построение фронта — в два эшелона.
Оборона советских войск обоих фронтов носила очаговый характер, была неглубокой (15—20 км) и слабо подготовленной в инженерном отношении.

### Германия
В составе немецких 9-й армии и 3-й танковой группы имелось три танковых, две моторизованных и 18 пехотных дивизий. Оперативное построение — в один эшелон, что позволило достичь высокой плотности войск — одна дивизия на 3,2 км.
В составе немецких 4-й армии и 4-й танковой группы имелось пять танковых, две моторизованных и 15 пехотных дивизий. Оперативное построение — в два эшелона. На направлении главного удара шириной в 56 км были сосредоточены все танковые и моторизованная дивизия, 10 пехотных дивизий, что позволило и на этом направлении достичь высокой плотности войск — одна дивизия на 3,3 км.

## Ход операции
Утром 2 октября 1941 года основные силы группы армий «Центр» перешли в наступление.
На Духовщину — Вязьму ударила 9-я армия и 3-я тг — по всему фронту 30-й армии и на участке 244-й сд 19-й армии ЗФ.
На Рославль — Вязьму ударила 4-я армия и 4-я тг — по 43-й армии Резервного фронта.
В первый же день операции противник прорвал оборону советских войск на духовщинском и рославльском направлениях и вклинился на глубину 15—30 км.
К исходу дня дивизии 4-й тг ударили по второму эшелону советских войск — по 33-й армии. Немецкая авиация дважды ударила по штабу ЗФ, что привело к частичной потере управления войсками.
3 октября немцы продвинулись в полосе ЗФ до 50 км, в Резервном — до 80 км.
Командование ЗФ для ликвидации прорыва противника в полосе 30-й армии создало опергруппу Болдина (152-я стрелковая дивизия, 101-я мотострелковая дивизия, 126-я, 128-я, 143-я и 147-я танковые бригады, 10-й гвардейский миномётный полк).
Контрудар нанесли 3—5 октября в районе Холм-Жирковский по наступающей немецкой 3-й танковой группе (41-й и 56-й моторизованные корпуса), однако немцы его отразили, требуемых результатов он не достиг. На стороне немцев было ещё и превосходство в воздухе — 8-й авиакорпус Рихтгофена активно поддерживал свои сухопутные войска на поле боя.
4 октября на рославльском направлении немецкая 4-я армия с 4-й танковой группой, тесня соединения и части 43-й и 33-й армии Резервного фронта, вышли на рубеж Ельня — Спас-Деменск — Мосальск. К исходу 4 октября противник глубоко охватил группировку из 19-й, 16-й, 20-й армий Западного фронта и 32-й, 24-й и 43-й армий Резервного фронта. Создалась реальная угроза выхода танковых частей противника в район Вязьмы с севера и юга.
5 октября Ставка утвердила решение командующего ЗФ об отводе войск на Ржевско-Вяземский оборонительный рубеж, переподчинив 31-ю и 32-ю армии Западному фронту.
6 октября советское командование отдало приказ об отходе. Однако отвести войска в условиях жестоких боёв и частичной потери управления осуществить не удалось. Успело отойти управление 16-й армии, передавшее войска 20-й и 19-й армиям, с задачей организации обороны в районе Вязьмы.

#### Сражение в Вяземском котле
7 октября прорвались к Вязьме немецкие 56-й моторизованный корпус 3-й танковой группы с севера, 46-й и 40-й моторизованные корпуса 4-й танковой группы с юга и востока. Они окружили значительные силы 19-й, 20-й, 24-й, 32-й армий и группы Болдина, образовав Вяземский котел.
В отдельных котлах рядом с Вяземским оказались и другие армии. Между городами Белый и Ржев окружены 6 стрелковых дивизий из состава 22-й, 30-й и 31-й армий, между Спас-Деменском и Юхновом — части 43-й армии. В окружении оказались управления 4-х армий, 37 дивизий (35 стрелковых и дивизий народного ополчения, 1 мотострелковая дивизия, 45-я кавалерийская дивизия), 9 танковых бригад (126-я, 128-я, 144-я, 145-я, 146-я, 147-я, 148-я), 31 артиллерийский полк РГК, большое количество отдельных частей.
Окружённые войска вели в районе Вязьмы упорные бои до 13 октября, тем самым сковав значительные силы противника — не менее 28 немецких дивизий.
10 октября в прорыв пошла 20-я армия генерал-лейтенанта Ершакова, бой был ожесточённый и шёл весь день. В результате 5 дивизий армии были полностью разгромлены (генерал Ершаков попал в плен 2 ноября).
11 октября севернее Вязьмы пытались прорваться силы 19-й и 32-й армии и группы генерала Болдина под командованием командарма Лукина. Только 12-го удалось пробить брешь в обороне немцев, но укрепить фланги не вышло, немцы быстро закрыли прорыв, только часть соединений смогла уйти. Среди вышедших бойцов был и Болдин.
Немцы разрезали окружённые войска на мелкие котлы и уничтожали их поодиночке. Часть окружённых войск, 12 октября прорвав окружение, с боями вышла на Можайскую линию обороны. Прорвались 16 дивизий — по 500—2000 человек в каждой. Из остальных дивизий прорывались только мелкие разрозненные группы и отдельные бойцы.
Правое крыло Западного фронта (22-я, 29-я и 31-я армии) к 10 октября заняло рубеж Осташков — Ельцы — Сычёвка, передав на Можайскую линию обороны семь дивизий.
10 октября войска Западного и Резервного фронтов, не попавшие в окружение, были объединены в один Западный фронт под руководством вновь назначенного командующего Жукова.
Героическое сопротивление окружённых войск позволило советскому командованию восстановить оборону на московском направлении. Сначала Жуков перекрывал основные дороги, ведущие к Москве, теми силами, что остались в его распоряжении, и спешно подходящими резервами.
А к концу октября был восстановлен сплошной фронт обороны.

## Итоги операции
Войска вермахта прорвали фронт обороны Красной армии на всю оперативную глубину и, уничтожив часть войск Западного и Резервного фронтов, подошли к Можайской линии обороны Москвы, создав условия для дальнейшего наступления на Москву.

## Потери
Вопрос о потерях советских войск в Вяземской катастрофе до сих пор остаётся дискуссионным. Точных данных нет.
По немецким данным, потери только пленными в двух «котлах» под Брянском и Ельней составили более 600 тысяч человек.
Некоторые отечественные исследователи и журналисты называют ещё большие цифры, так по мнению автора «Новой газеты» Н. Ивановой-Гладильщиковой, в плен попали около 688 тысяч советских бойцов и командиров, из окружения удалось вырваться лишь примерно 85 тысячам человек. В том же издании другой автор, П. Гутионтов, приводил следующие оценки: убитые и умершие от ран — 200—275 тысяч человек; санитарные потери — 120—150 тысяч человек; пленные и пропавшие без вести — 450—500 тысяч человек, а общие потери Западного, Резервного фронтов, полевых строительств Западного управления ГУБОПР и других гражданских наркоматов он оценивает в 770—925 тыс. чел.
По данным Г. Ф. Кривошеева, потери советских войск в Московской стратегической оборонительной операции (30.09.1941—5.12.1941) составили 514 338 человек безвозвратные и 143 941 человек — санитарные, соответственно, потери в Вяземском котле с учётом кровопролитности последующих боёв должны быть намного меньше этих цифр.
С цифрами потерь в этой работе не согласен исследователь Л. Н. Лопуховский, много занимавшийся исследованием оборонительных сражений 1941 года. По его сведениям, войска Западного и Резервного фронтов за период с 28 сентября по 18 октября 1941 года понесли общие потери около 780 000 человек, из них количество захваченных противником в плен составило 527 тысяч человек.
Большие потери понёс и советский генералитет. Красная армия лишилась сразу четырёх командармов. Оказались в плену тяжелораненый командарм 19 генерал-лейтенант М. Ф. Лукин, командарм 32 генерал-майор С. В. Вишневский, командарм 20 генерал-лейтенант Ф. А. Ершаков. Погиб командарм 24 генерал-майор К. И. Ракутин.
Пленены начальник артиллерии 20-й армии генерал-майор И. П. Прохоров, начштаба 19-й армии генерал-майор В. Ф. Малышкин, начальник артиллерии 24-й армии генерал-майор С. А. Мошенин, комкор Ф. А. Семеновский (расстрелян немцами в плену как комиссар), бригвоенюрист И. А. Ваганов.
Погибли в бою комдивы генерал-майоры Л. И. Котельников, Я. Г. Котельников, Б. Д. Бобров, дивизионный комиссар И. П. Шекланов, комбриг Д. П. Скрипников, бригадные комиссары П. Ф. Афиногенов, А. Н. Антропов, Г. М. Зубов, В. Я. Михайлов, Л. П. Погодин.
Пропали без вести комдив А. Н. Шустин, комбриги Б. А. Алексеев, К. Н. Березкин, В. Г. Ванеев, П. Н. Иванов, В. Н. Кафанов, бригвоенюристы Н. М. Гарбузов, Я. П. Серпуховитин.
Немецкие потери были несопоставимы с советскими (по оценке Л. Н. Лопуховского — общие потери оказались меньше в 7 раз), но немецкое командование оценивало их как значительные. В частях группы армий «Центр» за первую половину октября были выведены из строя около 500 танков.
Были убиты командиры полков полковники Ханс Дауберт (497 пп 267 пд) и Хорст фон Вольф (478 пп 258 пд), а полковник Эрнст Шрёдер (командир 254 пп 110 пд) получил тяжелое ранение и умер в госпитале (все трое посмертно произведены в генерал-майоры).

## Захоронения советских военнопленных
Советские воины и добровольцы-ополченцы из Москвы, попавшие в плен в ходе операции, содержались в немецком пересыльном лагере Дулаг № 184 в Вязьме. Смертность в лагере доходила до 300 человек в день.
На территории лагеря находились 40 рвов размером 4×100 метров, в которых захоронено, по разным данным, от 70 до 80 тысяч человек. По состоянию на 2009 год на захоронениях погибших размещаются огороды, гаражи, машиностроительное предприятие и местный мясокомбинат, в здании которого лагерь и располагался.
Братские могилы десятков тысяч погибших, расположенные на территории предприятия «Вяземский мясокомбинат», по состоянию на июль 2009 год, никак не обозначены.

## Исторические исследования
Одним из наиболее авторитетных отечественных исследований хода и деталей Вяземской операции 1941 года в настоящее время может считаться труд отставного военного, профессора Академии военных наук РФ, члена Союза журналистов России Льва Лопуховского. Автор в течение сорока лет собирал документальные свидетельства об этом трагическом периоде Великой Отечественной войны, пытаясь выяснить подробности гибели своего отца, полковника Николая Ильича Лопуховского, командира 120-го гаубичного артиллерийского полка, числящегося пропавшим без вести 30 ноября 1941. Результатом этих изысканий стал фундаментальный труд с многочисленными схемами хода боевых действий, изданный в авторской редакции в 2007 году.

## Память
22 июня 2005 года вблизи села Богородицкого в Вяземском районе был открыт Мемориальный комплекс «Богородицкое поле»; входит в состав Государственного музея-заповедника «Хмелита».